# Zwei in einer großen Stadt
Zwei in einer großen Stadt ist eine deutsche Komödie (Fronturlauberfilm) des Regisseurs Volker von Collande aus dem Jahr 1942.

## Handlung
Bernd Birkhoff ist Fliegerfeldwebel und hat wegen Tapferkeit drei Tage Urlaub bekommen (von denen er zwei mit Hin- und Rückfahrt verbringen muss). Er möchte eine alte Bekannte in Berlin besuchen. Als er am Bahnhof ankommt, lernt er die Rot-Kreuz-Helferin Gisela Meinhold kennen, sie sind sich in ihrer kurzen Begegnung sympathisch. Bernd sucht allerdings zunächst die Bekannte namens Gisela Brückner auf, doch er trifft nur auf ihre Vermieterin. Gisela Brückner sei erst am Abend zurück.
Bernd geht daraufhin zum Wannsee und trifft dort wenig später zufällig Gisela Meinhold wieder, die dort mit ihrer Freundin Inge badet. Gisela, die bisher wenig Erfahrung mit Männern hat, ist etwas überfordert und lässt Bernd stehen. Als sie sich dann das dritte Mal treffen, gestehen sich Bernd und Gisela ihre Liebe und verbringen ein paar schöne Stunden. Dann werden sie aber in der U-Bahn getrennt. Die beiden begegnen sich durch die Mithilfe eines Passanten am Abend wieder.
Es kommt jedoch zu weiteren Komplikationen, da sich die Gisela Brückner bei Bernd meldet. Diese Gisela ist inzwischen mit Eberhard Berg verlobt und dieser möchte eine Erklärung für das Telegramm, dass seine Verlobte von Bernd erhalten hatte. Die Situation klärt sich als harmlos auf. Bernd und Gisela Meinhold treffen und versöhnen sich schließlich und es blieb ihnen eine Stunde, bevor sein Zug abfährt.

## Produktionsnotizen
Der Film wurde vom 22. September bis Anfang November 1941 im Tobis-Atelier Berlin-Johannisthal gedreht. Die Außenaufnahmen entstanden in der Umgebung von Berlin. Die Uraufführung erfolgte am 23. Januar 1942 im Marmorhaus und im Capitol Köpenick.

## Kritik
„"Zwei in einer großen Stadt" gehörte zu einer Reihe von für Frontsoldaten gedrehten amüsanten Komödien, die den Kriegsalltag vergessen machen sollten und eine Art Ratgeber für deutsche Mädchen im Umgang mit Soldaten waren: Sie sollten an die tapferen Kämpfer denken, zu den Fronturlaubern freundlich und stolz auf sie sein. Bernd erfährt im Radio, dass er Ritterkreuzträger geworden ist. Regisseur Volker von Collande ("Hochzeit auf Immenhof") inszenierte mit "Eine kleine Sommermelodie" 1944 einen weiteren Urlaubsfilm.“